# 特里·狄辛格
特里·吉尔伯特·狄辛格（英語：Terry Gilbert Dischinger，1940年11月21日—2023年10月10日），美国前男子职业篮球运动员，曾效力于NBA联盟。他在1962年的NBA选秀中第2轮第8顺位被芝加哥西风选中。